# OK! (마츠모토 리카의 노래)
〈OK!〉는 일본의 성우 겸 가수인 마츠모토 리카의 7번째 싱글이다.
2000년 2월 2일에 발매, 발매원은 미디어 팩토리(ZMDP-1062).

## 개요
〈OK!〉는 TV 애니메이션 《포켓몬스터》의 3번째(금·은 편으로는 초대) 오프닝 테마, 커플링 곡 〈TYPE:WILD〉는 《포켓몬스터 앵콜》 엔딩 테마가 되어있다.
가사의 일부가 풀버전과 TV 앤메이션 판과는 다르다. 또, 가사 중에 등장하는 객기 기술은 《포켓몬스터 루비·사파이어》 이후의 게임 작품에서도 역수입되는 형태로 기용됐다.
〈TYPE:WILD〉는 이전 싱글의 수록곡인 〈타입:와일드〉의 영어번역 버전이다.

## 수록곡
1. OK!
  - 작사: 토다 아키히토, 작곡 · 편곡: 타나카 히로카즈
2. TYPE:WILD
  - 노래: 로비 단지
  - 영어 가사: 도니사 페리, 작사: 토다 아키히토, 작곡 · 편곡: 타나카 히로카즈
3. OK! (오리지널 카라오케)

## 타이업
- TV 애니메이션 《포켓몬스터》 3번째 오프닝 테마 (#1)
- TV 애니메이션 《포켓몬스터 앵콜》 엔딩 테마 (#2)

| TV 애니메이션 《포켓몬스터》 오프닝 테마 1999년 10월 14일(177화) ~ 2001년 3월 29일(191화) |                       |                                              |
| 이전 곡: 마츠모토 리카 〈라이벌!〉                                                        | 마츠모토 리카 〈OK!〉 | 다음 곡: Whiteberry 〈노려라 포켓몬 마스터〉 |